# Philippos V của Macedonia

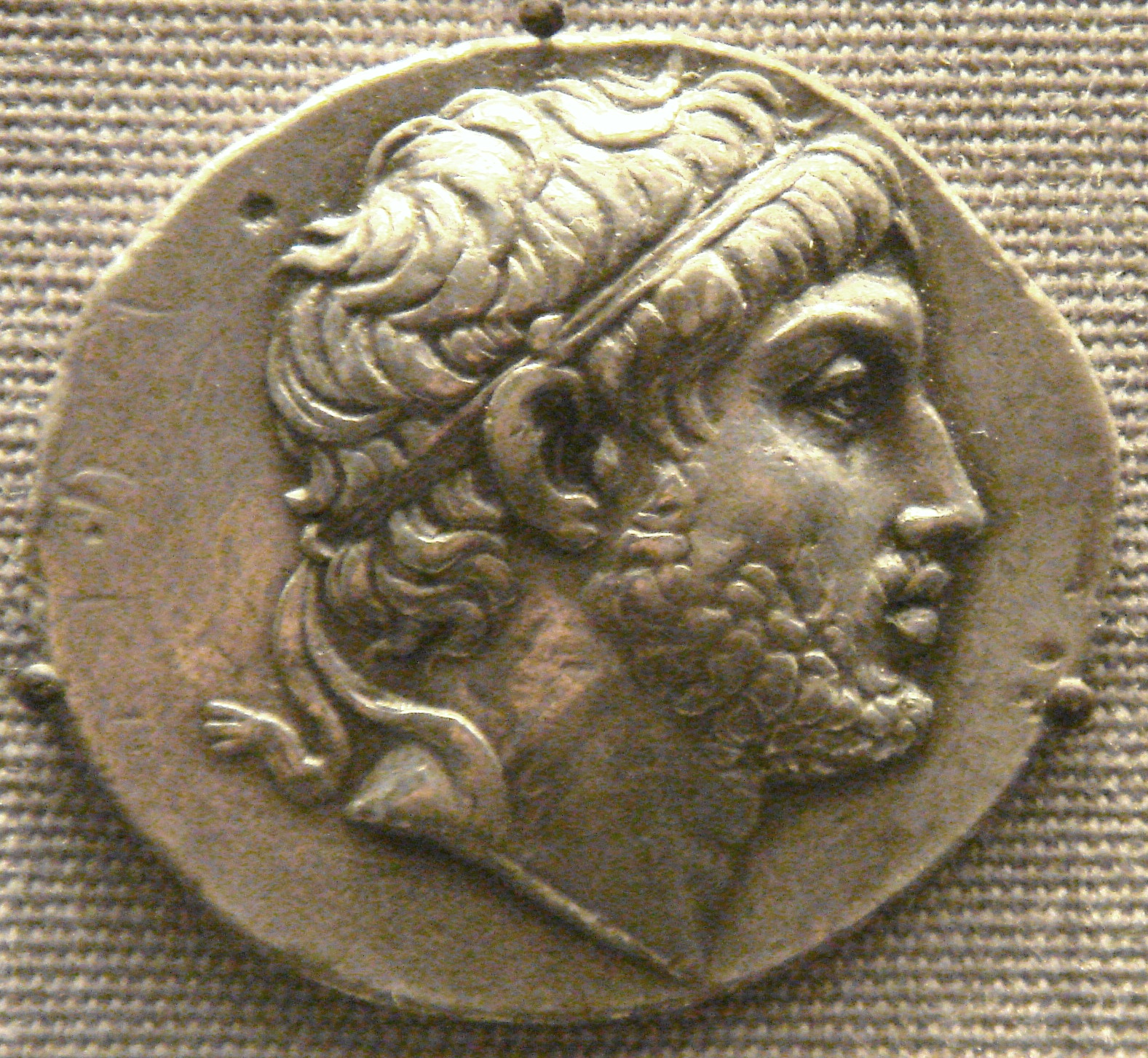
Ảnh trên đồng tiền của Philippos V của Macedonia. Bảo tàng Anh quốc.

Philippos V  (tiếng Hy Lạp: Φίλιππος Ε΄) (238 TCN - 179 TCN) là một vị vua của Macedonia từ năm 221 tới năm 179 TCN. Triều đại của Philippos được đánh dấu bằng cuộc chiến kéo dài với thế lực đang nổi lên là La Mã.

## Thời niên thiếu
Philippos V của Macedonia là con trai của Demetrios II và Chryseis. Khi Philippos lên 9 tuổi thì vua cha qua đời (229 TCN). Chú của ông, Antigonus Doson, quản lý toàn bộ vương quốc như một người giám hộ cho đến khi mất vào năm 221 TCN, khi Philippos được 17 tuổi.
Khi lên làm vua, Philippos cho thấy rằng, khi ông còn trẻ thì không có nghĩa là vương quốc Macedonia đã suy yếu. Trong những năm trị vì đầu tiên, ông đã tham gia vào cuộc chiến chống lại Dardani và các bộ tộc ở phía bắc vương quốc.

## Cuộc chiến tranh đồng minh
Trong cuộc chiến tranh đồng minh (220 - 217 TCN), liên minh các thị quốc Hy Lạp đã được thành lập bởi sự xúi giục của Philippos tại Corinth. Sau đó, ông ta đã dẫn đầu liên minh Hy Lạp tham gia vào các cuộc chiến tranh chống lại Aetolia, Sparta và Elis. Đồng thời, ông cũng tạo được dấu ấn của mình về sức mạnh và tài năng của mình đối với các đại thần. Sự lãnh đạo của ông trong cuộc chiến tranh đồng minh làm ông nổi tiếng và nhận được sự tôn trọng ở trong nước cũng như nước ngoài.

Vương quốc Macedonia dưới thời Philippos V.

## Cuộc chiến tranh Macedonia lần thứ nhất
Sau hiệp ước hòa bình tại Naupactus năm 217 TCN, Philippos V đã cố gắng để thay thế ảnh hưởng của La Mã dọc theo bờ đông của Adriatic, hình thành liên minh hoặc gửi sự bảo trợ tới một số hòn đảo và các địa phương ven biển như Lato trên đảo Crete. Đầu tiên, ông cố gắng xâm chiếm Illyria từ biển, nhưng không đạt được thành công như mong muốn. Cuộc viễn chinh đầu tiên của ông trong năm 216 TCN đã phải hủy bỏ, trong khi ông bị mất toàn bộ hạm đội của mình trong cuộc viễn chinh lần thứ hai vào năm 214 TCN. Cuộc viễn chinh cuối cùng bằng đường bộ, ông đã đạt được thành công lớn khi chiếm được Lissus năm 212 TCN.
Vào năm 215 TCN, ông đã ký kết hiệp ước với Hannibal, thống chế của người Carthage, đang ở miền trung trong cuộc xâm lược Ý. Hiệp ước phân chia phạm vi hoạt động và sự quan tâm giữa hai bên nhưng ít đạt được giá trị cho cả hai. Philippos trở nên chậm chạp trong việc hỗ trợ và bảo vệ các đồng minh của ông từ các cuộc tấn công từ người Sparta, người La Mã và các đồng minh của họ.
Bằng việc thiết lập quan hệ đồng minh với Liên minh Aetolia vào năm 211 TCN, người La Mã đã vô hiệu hóa lợi thế của Philippos trên đất liền. Cùng với việc vua Attalos I của Pergamum đứng về phía La Mã lại càng đe dọa vị thế của Philippos tại Macedonia. Tuy nhiên, sau khi Attalos rút khỏi Hy Lạp vào năm 207 trước Công nguyên, người La Mã cũng lại án binh bất động và cùng với đó là vai trò ngày càng tăng của Philopoemen, strategos của Liên minh Achaea, Philippos đã nhanh chóng tận dụng lợi thế này. Philippos và quân đội của ông đã cướp phá Thermum, trung tâm tôn giáo và chính trị của Aetolia. Quân lính của ông đã phá hủy 2.000 bức tượng và cướp đoạt một lượng lớn của cải bao gồm 15.000 chiếc khiên cùng giáp trụ và vũ khí vốn được người Aetolia dùng để trang trí cho những cổng vòm của họ. Những chiếc khiên này là những chiến lợi phẩm mà người Aetolia đoạt được từ kẻ thù của họ sau những chiến thắng trước đó và chúng còn bao gồm cả những chiếc khiên được người Gaul sử dụng khi họ cướp phá Hy Lạp vào thế kỷ thứ 3 trước công nguyên. Sau khi đã cướp đoạt được rất nhiều vàng bạc và của cải, Philippos đã đốt trụi các ngôi đền cùng các công trình công cộng của người Aetolia. Philippos còn buộc người Aetolia phải chấp nhận các điều khoản của ông vào năm 206 trước Công nguyên. Và vào năm sau, ông đã ký kết hiệp ước Phoenice với Rome cùng các đồng minh của nó.

## Sự mở rộng ở Aegean
Sau một thỏa thuận với vua nhà Seleukos là Antiochos III để chiếm những vùng lãnh thổ của Ai Cập dưới quyền của ấu vương Ptolemaios V, Philippos đã có thể được kiểm soát lãnh thổ Ai Cập ở biển Aegea và ở Tiểu Á. Điều này mở rộng ảnh hưởng Macedonia, tạo ra báo động cho một số tiểu bang lân cận, bao gồm cả Pergamon và Rhodes. Cùng thời gian đó, người La Mã cuối cùng đã chiến thắng được người Carthage.

## Cuộc chiến tranh Macedonia lần thứ hai
Vào năm 200 TCN, khi mà Carthage không còn một mối đe dọa, thì người La Mã đã tuyên bố chiến tranh với Macedonia với lý lẽ là họ can thiệp để bảo vệ sự tự do của Hy Lạp. Sau khi chiến dịch ở Macedonia trong năm 199 TCN và Thessaly trong năm 198 TCN, Philippos và quân đội Macedonia của mình đã bị đánh bại tại Trận Cynoscephalae trong năm 197 TCN. Chiến tranh cũng minh chứng cho tính ưu việt của Lê dương La Mã so với đội hình phalanx của Hy Lạp.

## Liên minh với La Mã
Kết quả hiệp ước hòa bình giữa Philippos V và La Mã rất hạn chế. Philippos V hầu như bị quản chế trong khu vực của Macedonia và phải bồi thường ngay lập tức 1000 talent vàng, phải giao nộp hầu hết chiến thuyền và vài con tin, trong đó có con trai của ông, Demetrios. Sau sự kiện này, Philippos V hợp tác với người La Mã trong cuộc chiến của họ chống lại vua xứ Sparta là Nabis vào năm 195 TCN và Antiochos III trong các năm 192 TCN - 189 TCN.
Đổi lại cho sự giúp đỡ của ông khi quân đội La Mã dưới quyền Publius Cornelius Scipio Africanus và em trai Lucius Cornelius Scipio Asiaticus hành quân qua Macedonia và Thrace năm 190 TCN. Người La Mã miễn những khoản bồi thường mà ông phải trả và con trai ông Demetrios đã được phóng thích. Philippos sau đó tập trung vào việc củng cố quyền lực tại Macedonia. Ông tập trung cải tổ lại nền tài chính của đất nước, các mỏ được khai thác và một loại tiền tệ mới đã được phát hành.

## Những năm cuối cuộc đời
Tuy nhiên, La Mã luôn nghi ngờ mục đích của Philippos. Sự tố cáo của các quốc gia láng giềng với Macedonia đặc biệt là Pergamon, dẫn đến sự can thiệp từ La Mã. Cảm giác rằng các mối đe dọa tăng dần bởi La Mã sẽ xâm lược và đưa ông ra khỏi ngôi vua, ông đã cố gắng để mở rộng ảnh hưởng của mình tới Balkan bằng quân đội và ngoại giao. Tuy nhiên, những nỗ lực của ông đã bị phá hoại bởi chính sách thân La Mã của con trai út của ông, Demetrios, người đã được khuyến khích bởi La Mã trong việc tranh giành quyền thừa kế với người anh cả Perseus. Điều này cuối cùng đã dẫn đến sự bất hòa giữa Perseus và Demetrios và buộc Philippos phải hành quyết Demetrios một cách khiên cưỡng vì tội phản bội vào năm 180 TCN. Quyết định đau buồn này đã ảnh hưởng nghiêm trọng đến sức khoẻ của Philippos và ông mất một năm sau đó tại Amphipolis. Ông được kế vị bởi người con trai cả là Perseus, vị vua cuối cùng của Macedonia.